# فاطمه اوزوگوز
فاطمه اوزگیوز(به آلمانی: Fatima Özoguz) (زاده:۱۹۶۵ ووپرتال) نویسنده و مترجم آلمانی است. وی مترجم کتب مهم شیعه همچون نهج البلاغه و الارشاد به زبان آلمانی است. وی به زبانهای فارسی عربی و ترکی مسلط است و در پروژه ترجمه قرآن به زبان آلمانی نیز مشارکت دارد.وی در خانواده‌ای پروتستان متولد شد و در ۱۹ سالگی به اسلام گروید.